# Nowa Leśna
Nowa Leśna (słow. Nová Lesná, węg. Alsóerdőfalva, niem. Neuwalddorf) – wieś i gmina (obec) na Słowacji położona w powiecie Poprad (słow. Okres Poprad), w kraju preszowskim (słow. Prešovský kraj).
Miejscowość jest położona na wysokości 748 m n.p.m., zajmuje powierzchnię 4,17 km². Według spisu ludności z 21 maja 2011 roku zamieszkiwało ją 1519 mieszkańców. Pierwsza wzmianka o wsi pochodzi z 1315 r. Obecnym starostą jest Peter Hritz.